# Fotomontáž

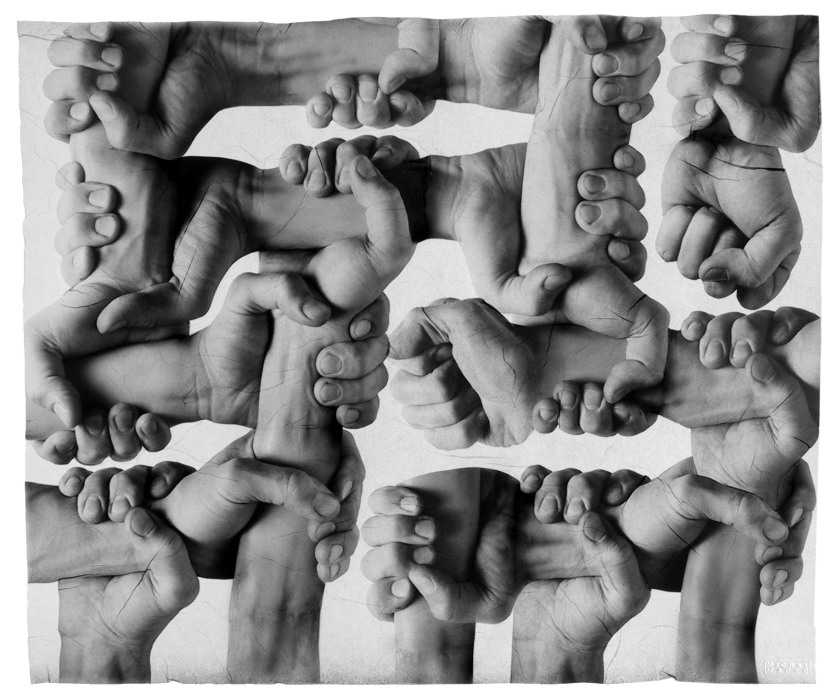
Michal Macků: Geláž č. 44, 1992, výsledný obraz vytvořený vlastní technikou autora a klasickým fotografickým postupem (bez využití počítače)

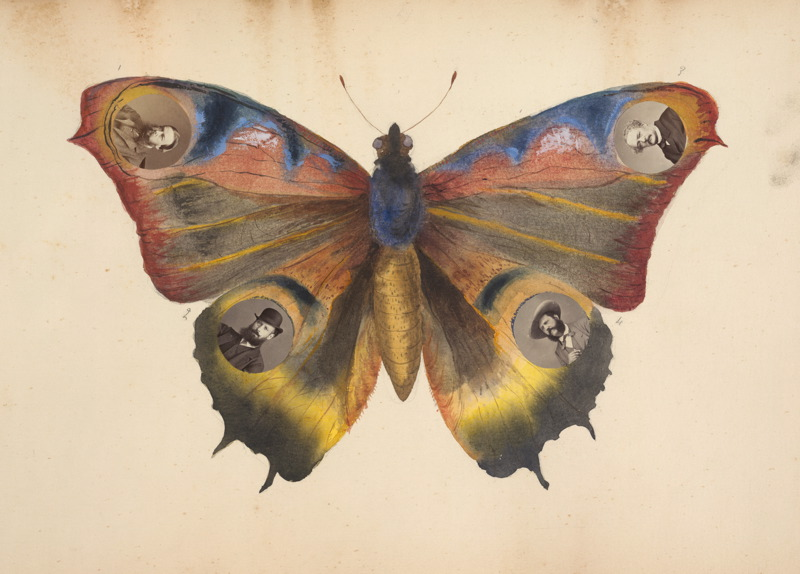
Marie-Blanche Hennelle Fournier (1831–1906): Fournier The Madame B Album, cca 1870

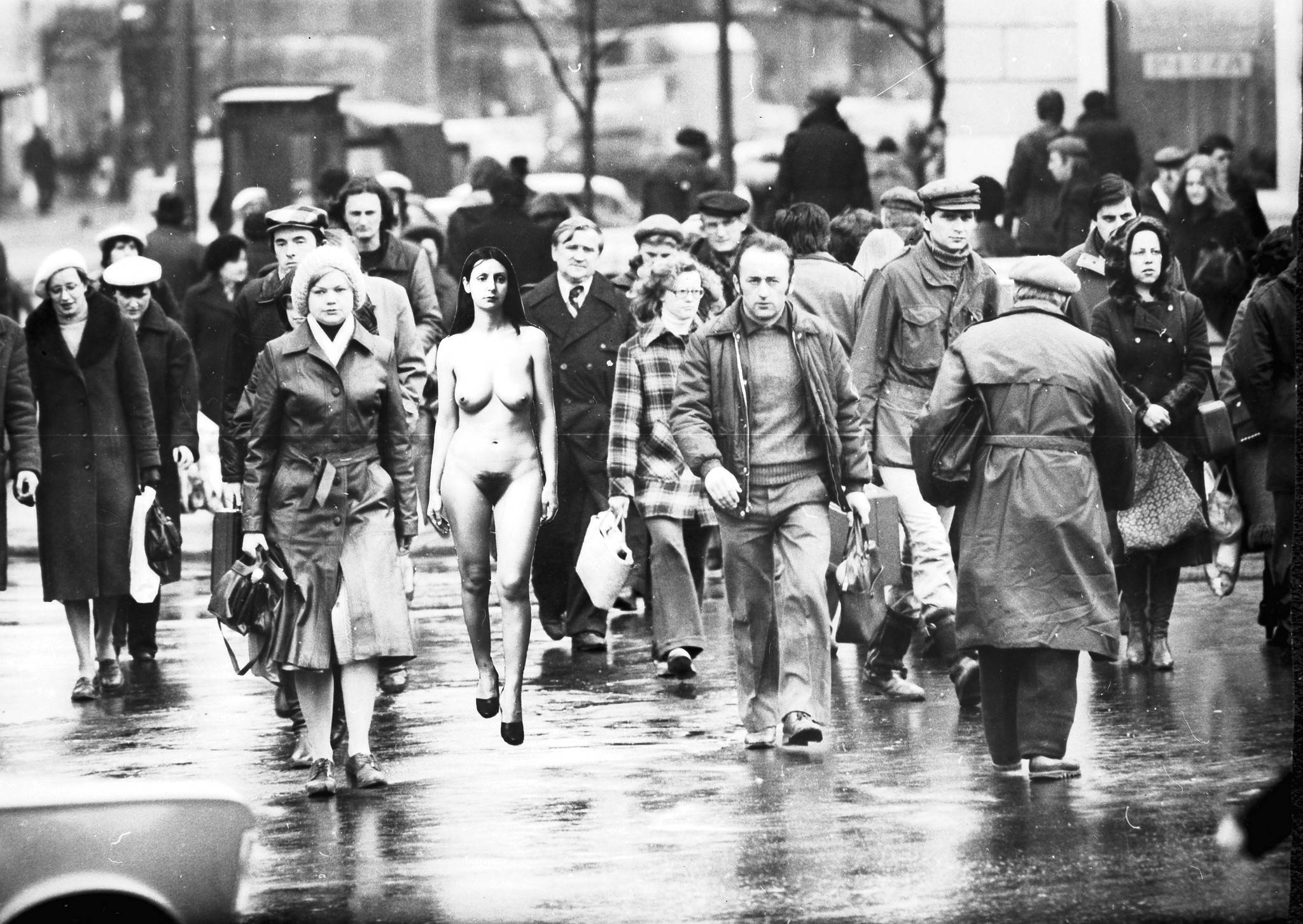
Ewa Partum: Sebeidentifikace, 1980, černobílá fotografie, fotografická koláž, 30×40 cm, ze série 14 koláží. Tento snímek byl součástí výstavy Promises of the Past (Přísliby minulosti), která se konala od dubna do července 2010 v Centre Pompidou v Paříži

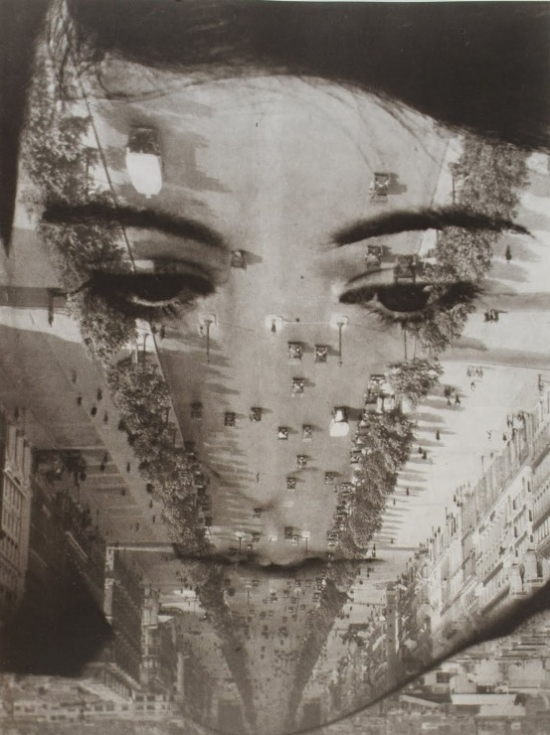
Aenne Biermann: Paříž, Champs-Elysée, 1929

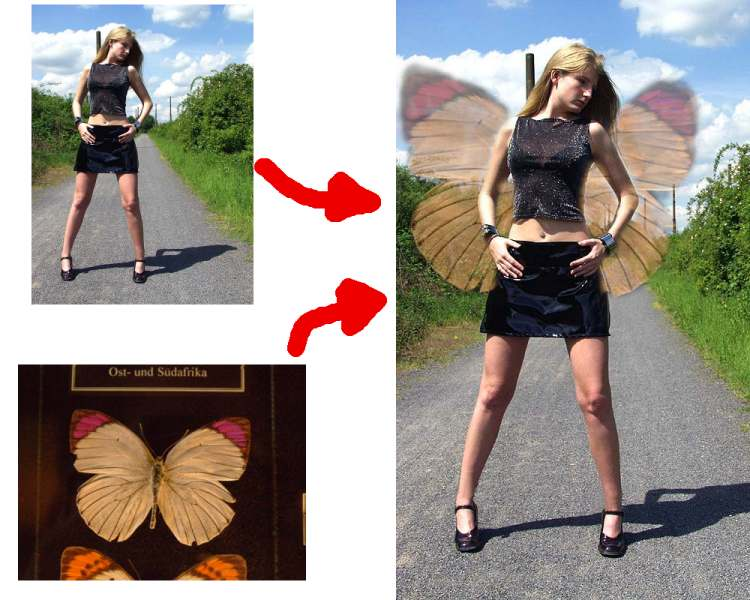
Fotomontáž, která vznikla kombinací motýla a dívky

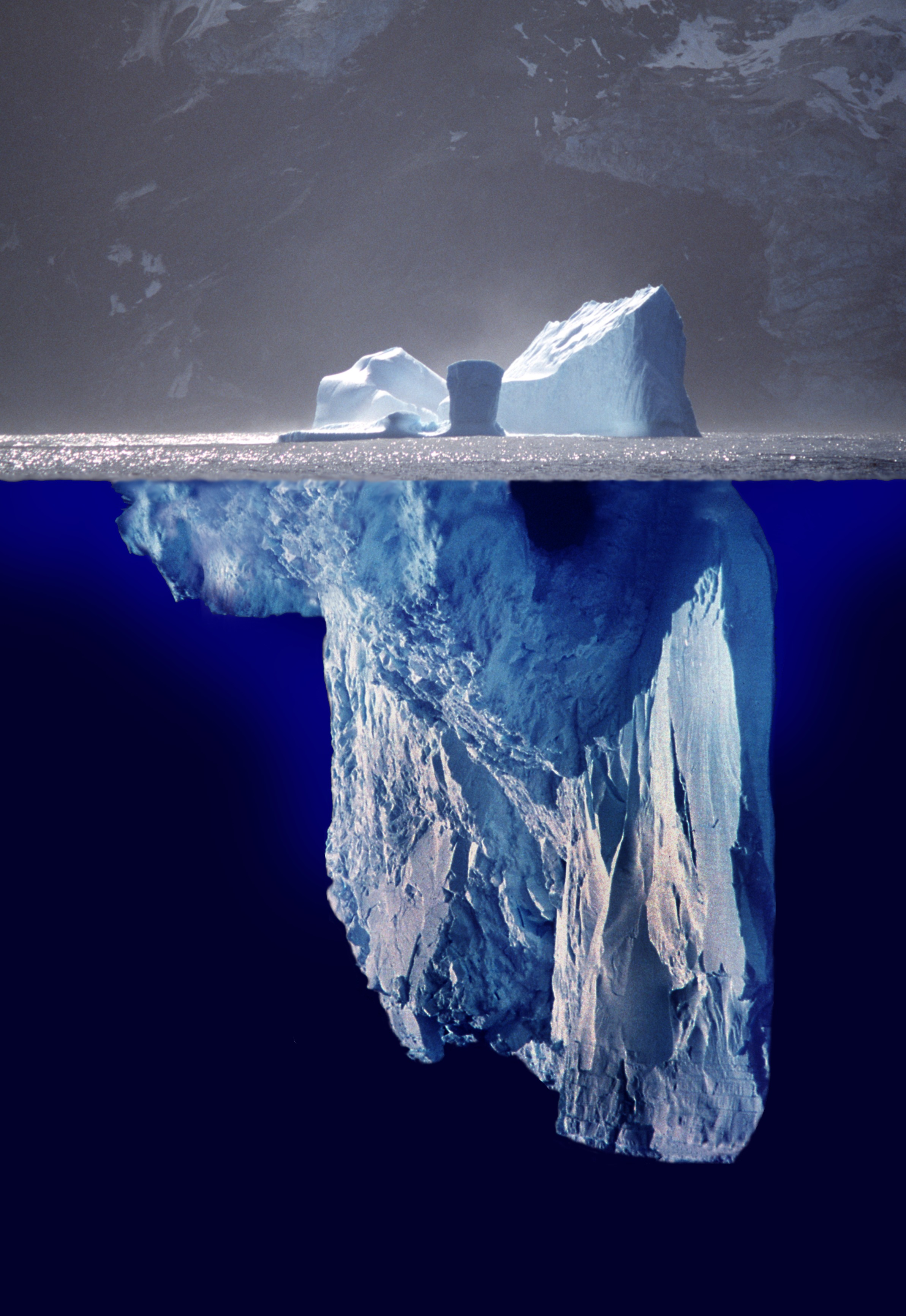
Fotomontáž znázorňující celou plovoucí ledovou kru

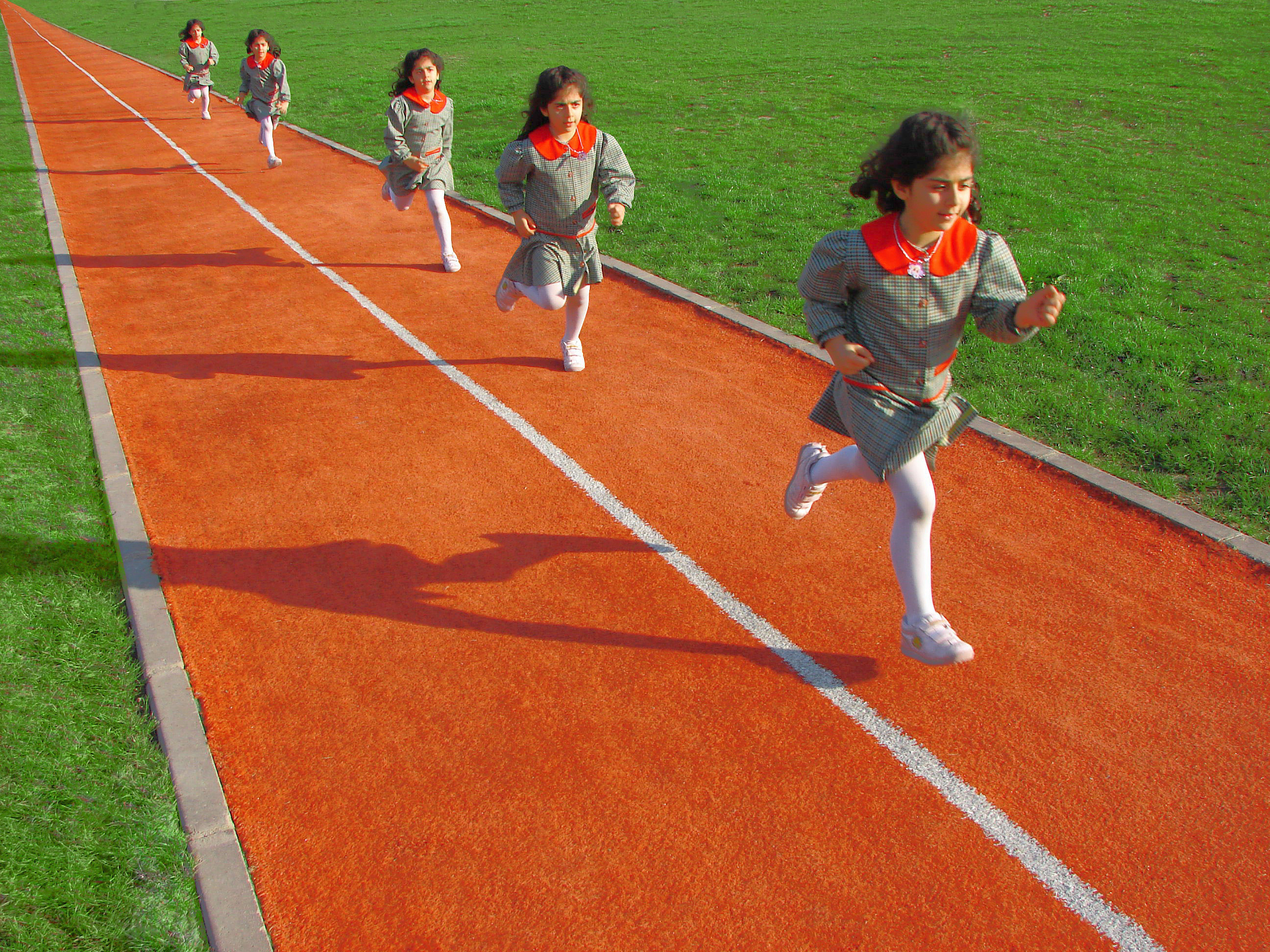
Fotomontáž akceptující perspektivu

Fotomontáž je tvořena specifickým použitím techniky fotografických obrazů. Technicky by fotomontáž mohla být nazvána fotokoláží, kde koláž znamená ve francouzštině „lepení“ a naznačuje montáž sekvencí, podobně jako u filmu. Skutečná fotomontáž tak představuje dva a více obrazů exponovaných v různou dobu.

## Historie
Fotografická koláž existuje pravděpodobně již od vzniku fotografie. Dokazuje to fotografie francouzské umělkyně Marie-Blanche Hennelle Fournier (1831–1906) s názvem Fournier The Madame B Album, přibližně ze sedmdesátých let 19. století.
Jednou z dalších ukázkových koláží je dílo Paula Citroena nazvané Metropolis, které vzniklo z fotografií pořízených kolem roku 1923. Fotografie budov z různých částí města jsou spojeny v jednotný celek, který tvoří iluzi města skutečného. Dalším z příkladů jsou karikatury Johna Heartfielda, německého fotomontážisty, který svá díla publikoval pod anglickým jménem. Měl k tomu důvod zejména proto, jelikož jeho obrazy kriticky znázorňovaly politické osobnosti té doby a to zejména Adolfa Hitlera.
Nápad fotomontáže vychází z myšlenky hnutí Dada, které prosazovalo utváření nových forem skrze fotografii a jako první tvořili fotomontáže již kolem roku 1919. To se však nestalo nějak simultánně, nýbrž naprosto nezávisle na sobě. Vzhledem k situaci po válce, kdy komunikace mezi národy probíhala především na úrovni diplomatických styků, to nebylo ani jinak možné. Lze tedy celkem s jistotou tvrdit, že myšlenka fotomontáže nevznikla z iniciativy jednoho člověka.
S rozvojem fotomontáže přichází i její užití v oblasti reklamy – plakáty, reklamní letáky, propagace a později zejména ve fotoreportážích. Jestliže tohle jsou formy využití tzv. aplikované fotomontáže, opozicí k tomuto pojmu je tedy volná fotomontáž, která má být vnímána jako umělecká forma fotomontáže. „Charakteristické vlastnosti fotografie jsou zde otevřeny novému magickému přístupu, možnosti vlivu fantastické lidské kreativity jako novému magickému prostoru, kde je hlavním předpokladem objevování svobody.“
Hannah Höchová byla avantgardní umělkyně spojená s berlínskou skupinou Dada a stala se známou především svými vůbec prvními fotomontážemi zobrazující ženy vybavené obrázky mechanických vynálezů. V článku A Few Words on Photomontage se zabývá především fotomontáží v souvislosti s populární kulturou. Rozlišuje mezi užitím této techniky v reklamě (aplikovaná fotomontáž) a mezi tím, co vnímá jako volnou fotomontáž. Tento text byl původně napsán v němčině (1934), ale poprvé byl publikován v Česku. Teprve potom byl z češtiny přeložen do anglického jazyka.
Podle Hanny Höchové je fotomontáž založená na fotografii a je také fotografií tvořena. Fotomontáž není stará jako fotografie sama, není ani produktem poválečného období (zde myšleno období po první světové válce). První náznaky fotomontáže, resp. vystřihování fotografií, známe od svých prababiček, které si vystřižené hlavy svých manželů lepily na uniformy kreslených mušketýrů.
| „             | "Jestliže chceme vynutit tuto podstatu fotografie a přinášet nové formy, musíme být připraveni na cestu objevů a začít bez předsudků; ze všeho nejvíce však musíme být otevřeni kráse náhody. Právě zde než kdekoliv jinde, tyto krásy, bloudění a extravagance, ochotně obohacují naši fantazii." | “ |
| — Hannah Höch | |   |

### Umělci
- Johannes Baader
- Zdzisław Beksiński polský výtvarník
- Adrian Brannan
- Salvador Dalí
- George Grosz
- Heinz Hajek-Halke
- Richard Hamilton
- Raoul Hausmann
- David Hockney
- Yutaka Inagawa
- Gustav Klutsis
- Edith Lechtape

- Wladimir Lipenko
- Charles H. Mecanu

- El Lissitzky
- László Moholy-Nagy
- John McHale
- Dave McKean
- William H. "Dad" Martin
- Laszlo Moholy-Nagy
- Scott Mutter
- Kazimierz Podsadecki
- Robert Rauschenberg
- Man Ray
- Oscar Rejlander
- Josep Renau
- Henry Peach Robinson
- Alexandr Rodčenko
- Peter Roehr
- Thomas Ruff
- Kurt Schwitters
- Erich Summereder
- Scott Treleaven
- Jerry Uelsmann
- Jan Tschichold
- Moï Ver
- Jeff Wall
- Anton Weber
- Gilbert Garcin (1929-2020)

### České země
Dvojitý autoportrét Ignáce Šechtla je fotomontáž pořízená kolem roku 1870 a zachycuje fotografa jako laboranta a retušéra. Fotomontáž provedená dvojí expozicí na jeden kolodiový negativ byla v té době zcela unikátní.
1980 - současnost
Výběr fotografů:
- Jan Šplíchal (1929)
- Veronika Bromová (1966)
- Štěpánka Šimlová (1966)
- Jiří David (1956)
- Martin Stranka

## Techniky

### Montáž negativů
Jedná se o nejstarší a nejdražší způsob, jak vytvořit fotomontáž. Kombinací několika negativů se vytvoří nový obraz.

### Montáž fotografií
Na začátku byla fotografie snímána na kolódiové desky, které musely být po každém fotografování vyčištěny pro opakované použití. Pro další snímek byla dvojitá expozice nechtěným jevem. Někteří umělci přišli na nápad použít tento jev hlavně v kombinaci fotografií, která byla realizována od roku 1850. Výsledkem kombinace několika negativů byly nové obrazy. Obtížnost techniky byla v dokonalé perspektivě, velikosti, osvětlení a hloubce ostrosti na jednotlivých negativech.

### Montáž pozitivů nebo montáž lepením
Fotomontáž je výsledkem sestavování již existujících obrazů, které umělec vytvoří sám nebo získá z časopisů, novin a jiných grafických materiálů. Tato technika je také známá jako montáž lepením, protože v nejjednodušší formě to není nic jiného než vyřezané nebo vytrhané motivy, které jsou slepené dohromady na rovném povrchu. Může zde nastat problém, když realistická fotomontáž se skládá z různých obrázků a to nejen v pohledu, osvětlení, hloubce a velikosti, ale také v papírové textuře, gradaci a barvě.

### Digitální montáž
Digitální montáž je dnes běžná technika fotomontáže. Sestavuje se pomocí počítačových programů na úpravu obrázků a digitálních fotografií. Digitální fotografie lze nahrát digitálně z fotoaparátu nebo se požadované snímky získají skenováním. Při profesionální digitální montáži autor vychází ze stejných principů jako při montáži negativů a pozitivů, totiž z dokonalé koordinace obrázku k druhému. Dokonce i když snímek editačního softwaru stále počítá s mnoha změnami, je to dobrý výchozí materiál pro realistickou montáž.
Možnosti fotografické montáže se staly v posledních letech sofistikovanější. Fotomontáž je nyní tak daleko, že rozdíl mezi realitou a iluzí už není téměř rozpoznatelný. Takové spojení fotografie a digitální manipulace mohou způsobit střet mezi estetikou a etikou - například ve falešné zprávě s novinářskými fotografiemi, které jsou prezentovány pro svět jako reálné. Pro ty případy například v USA organizace National Press Photographers Association (NPPA) stanovila etický kodex, který podporuje správnost zveřejněných obrázků bez jejich manipulace.

## Galerie
Příklady fotomontáží:

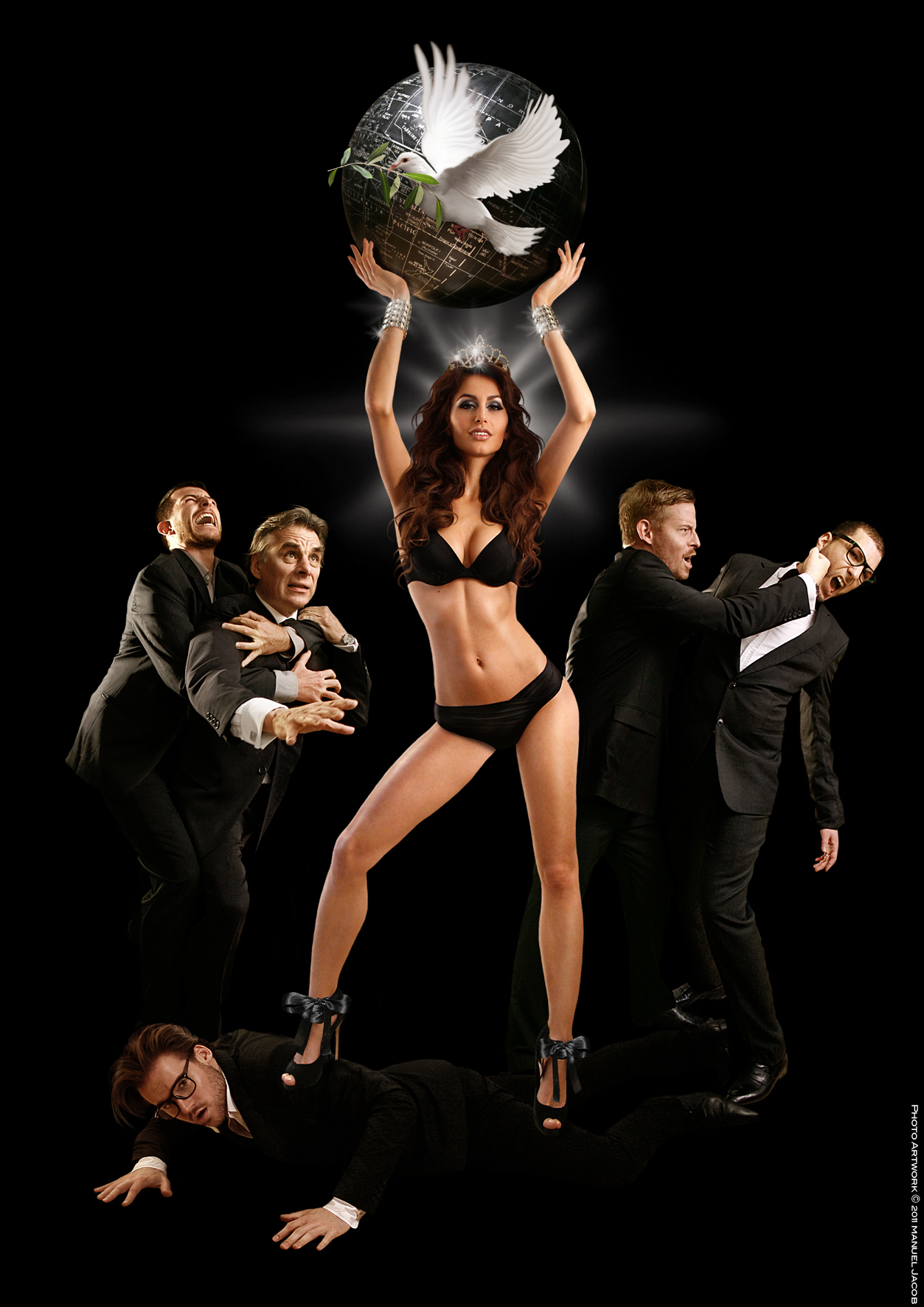
Manuel Jacob: WORLDPEACE, BABY!
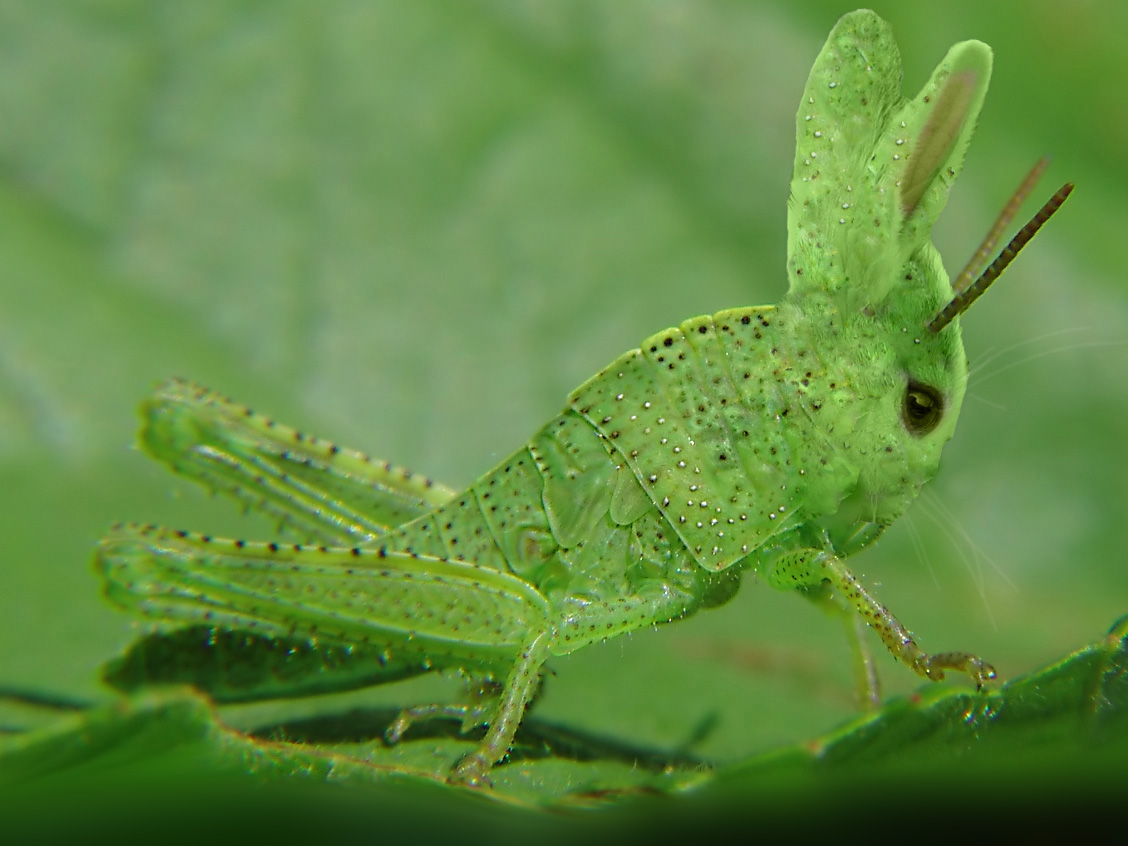
Králíko-kobylka zelená.
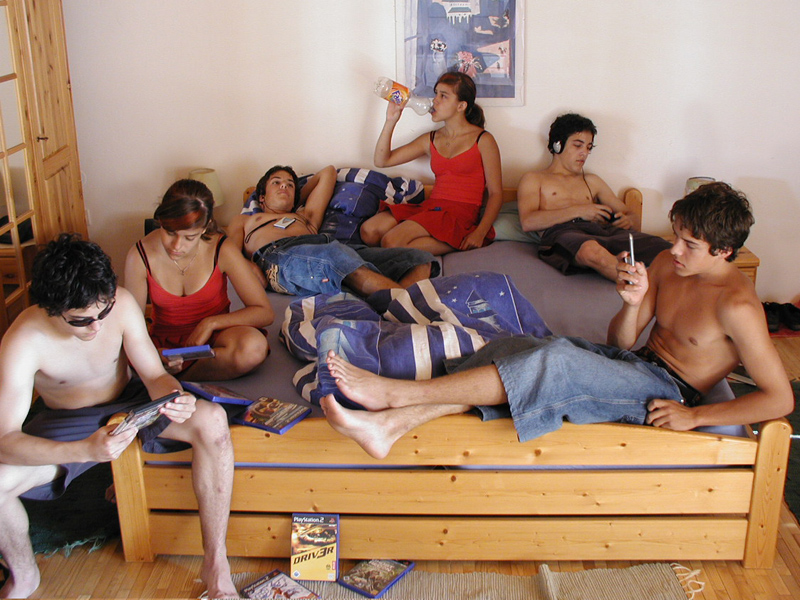
Grafické zdvojení osob.
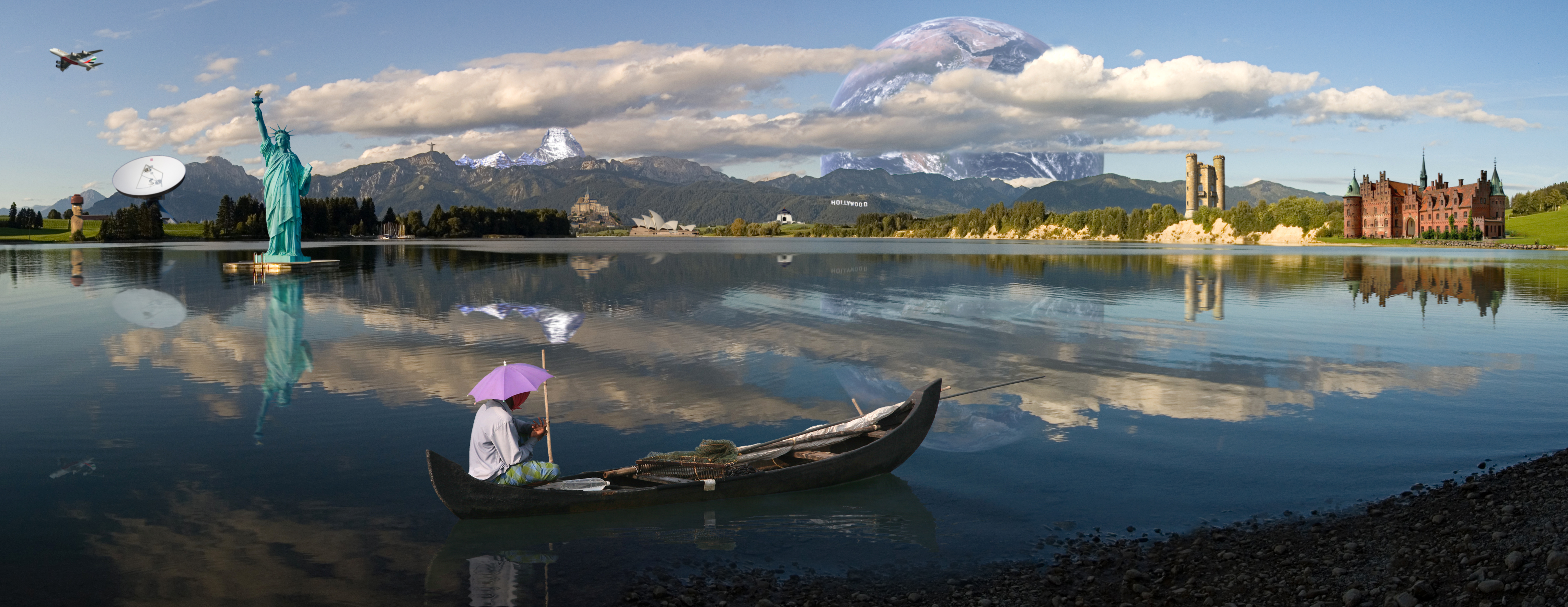
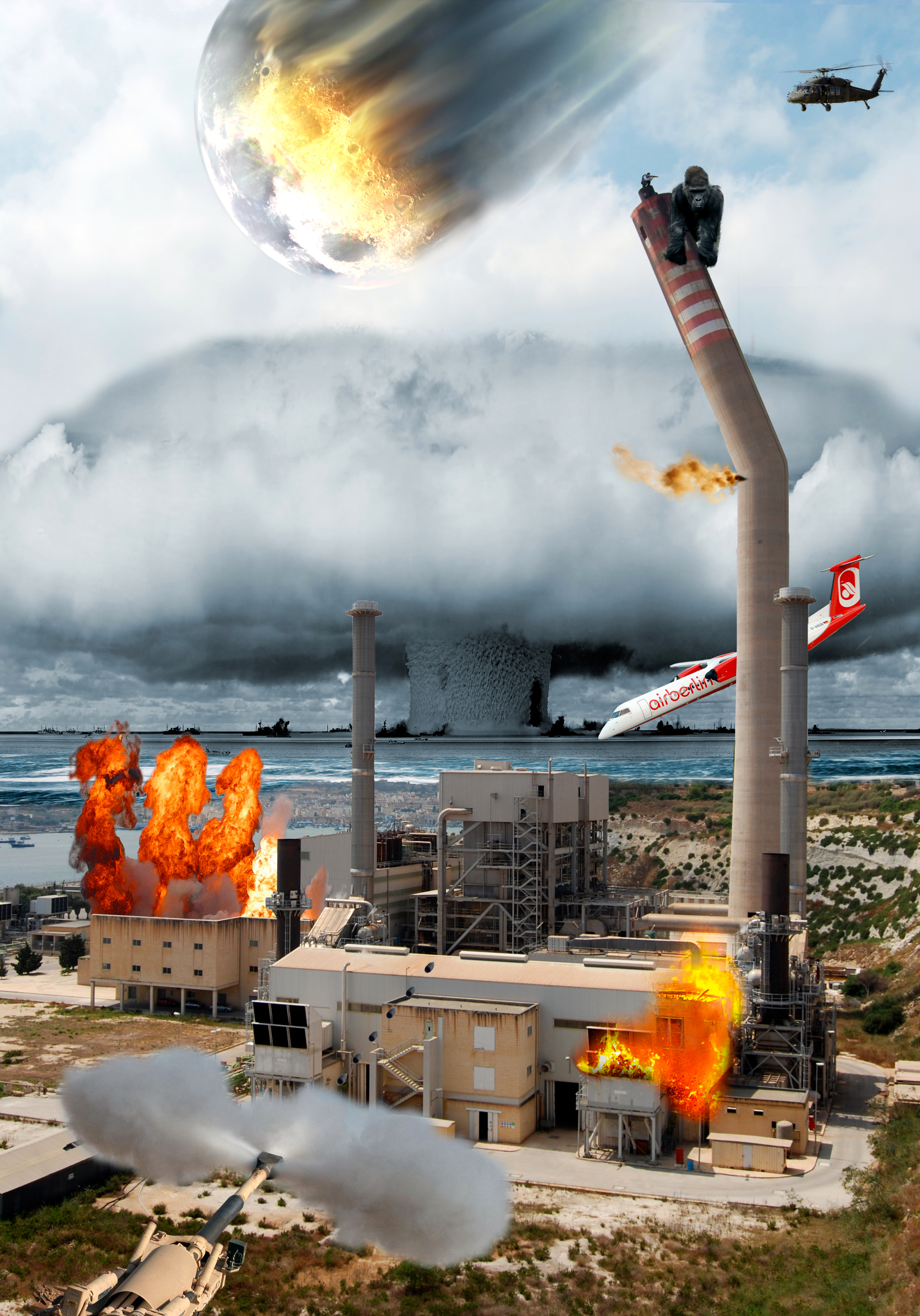
Katastrofa na Zemi
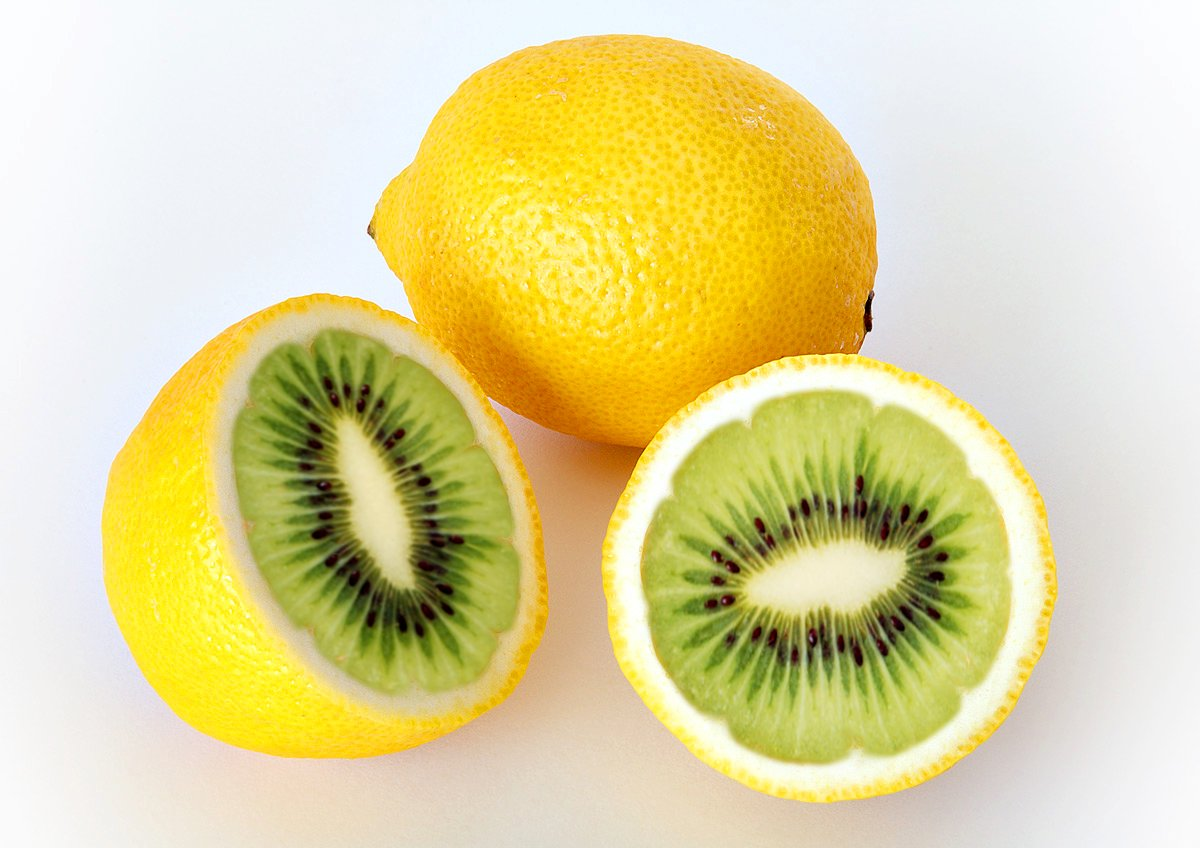
Montáž z Soubor:Lemon.jpg a Soubor:Kiwi_aka.jpg
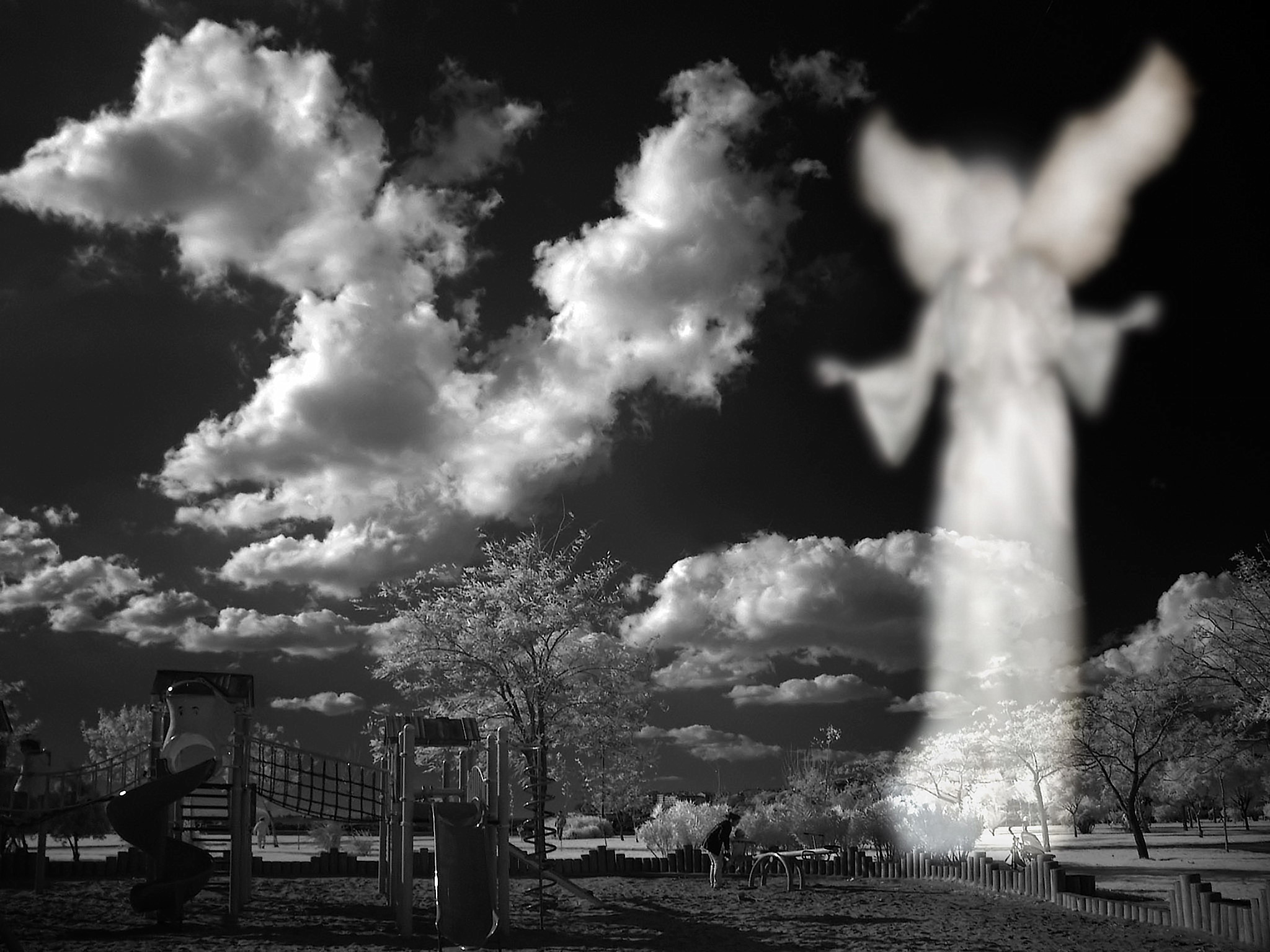
Anděl
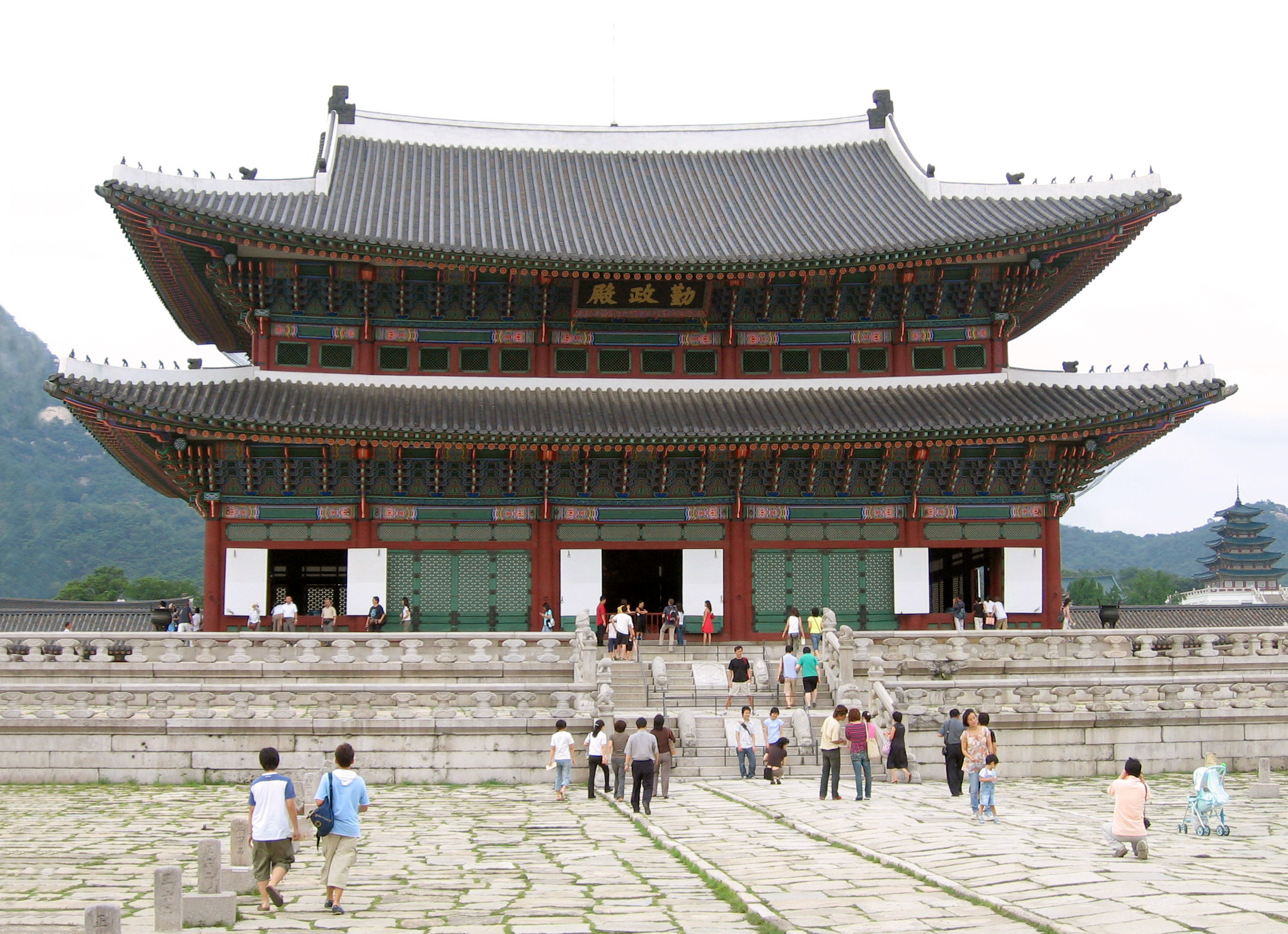
Originál
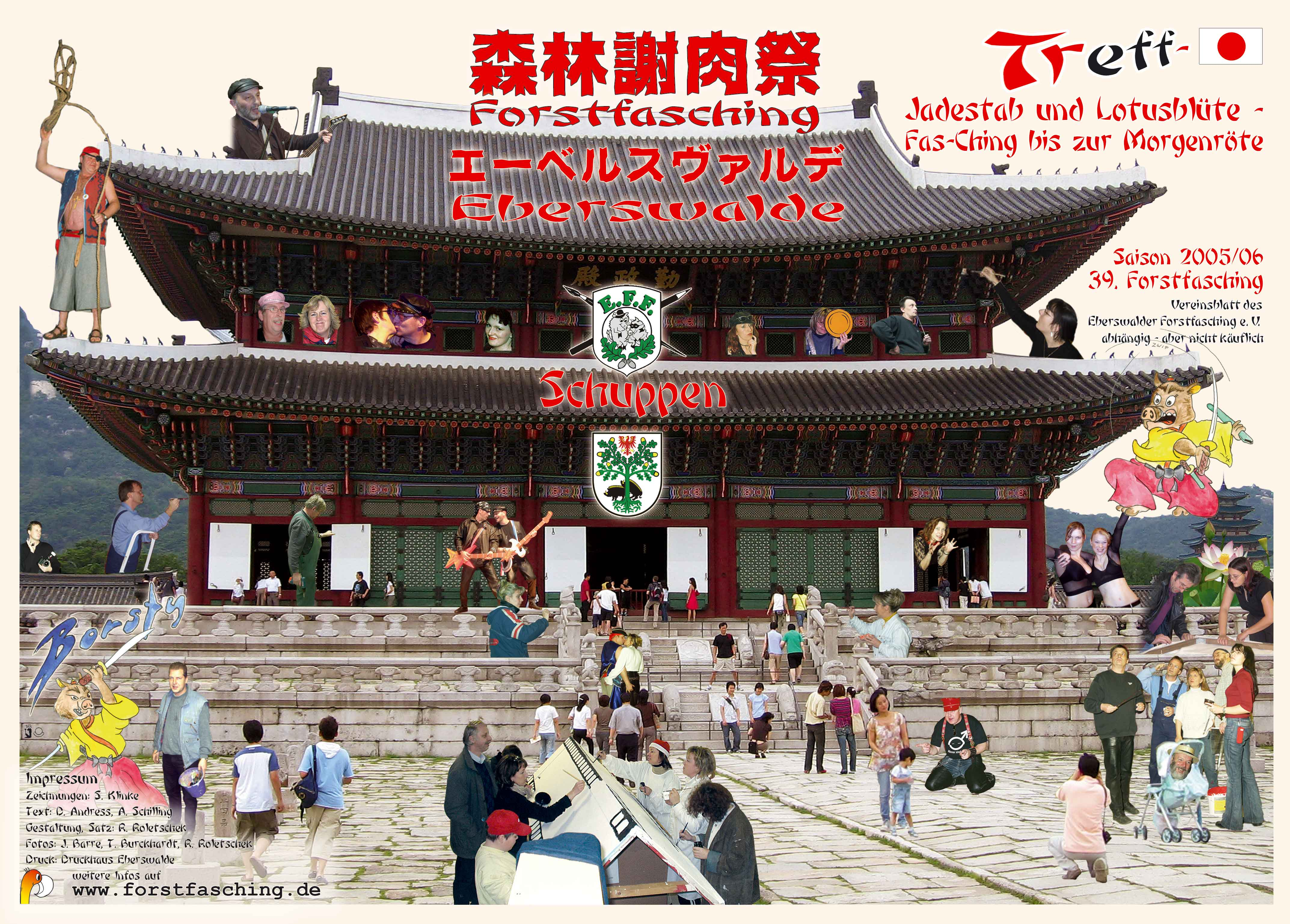
Fotomontáž z předchozího obrázku
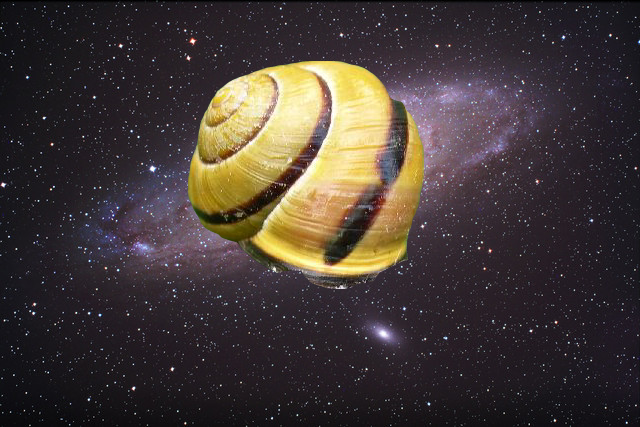
Fotomontáž ze 2 obrázků